# The Beggar's Opera

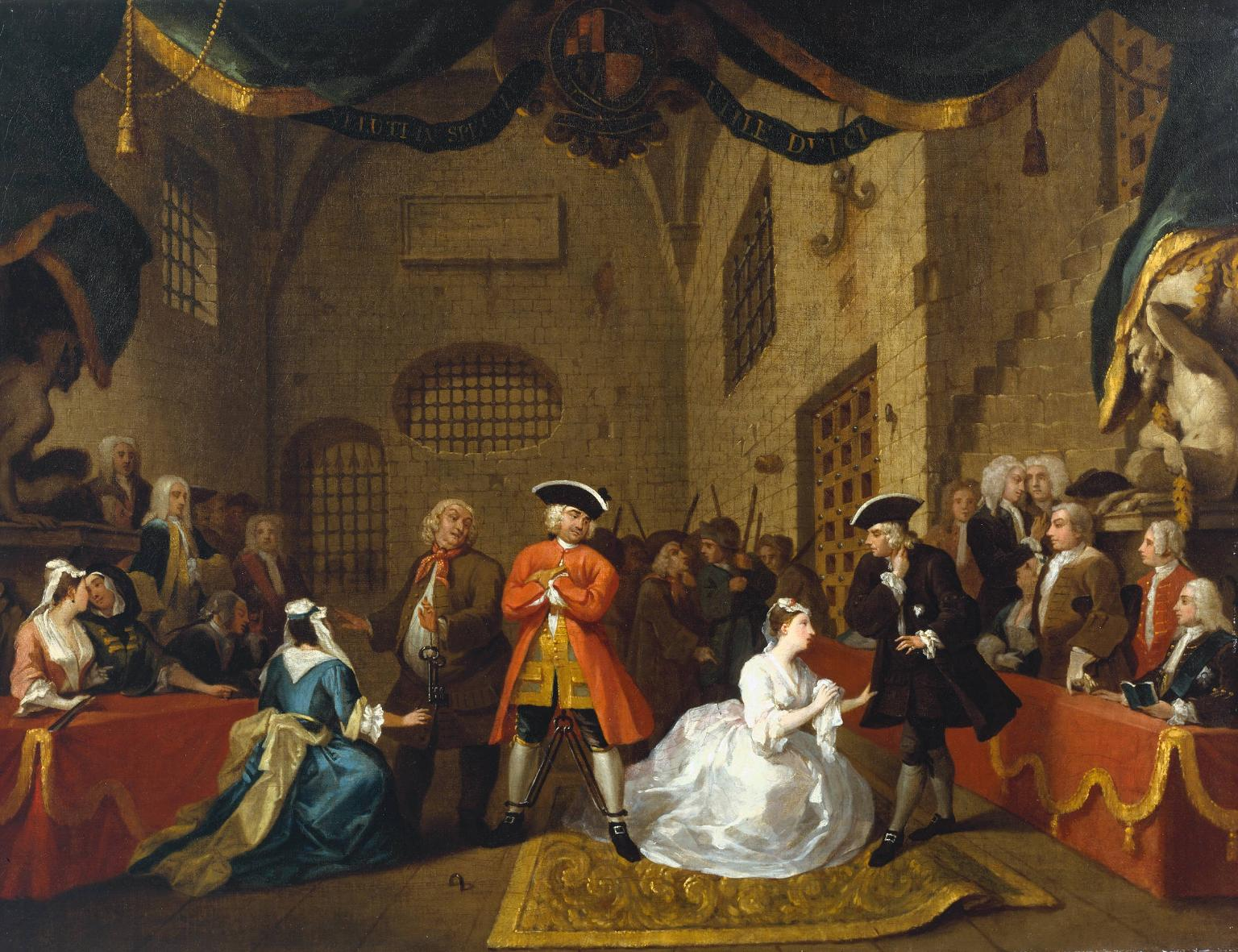
Pintura baseada na ópera The Beggar's Opera, Cena V, William Hogarth, de 1728

The Beggar's Opera (Ópera do Mendigo ou Ópera do vagabundo) é uma ópera de 1724 dividida em um prólogo e três atos, com texto, poemas e letras (o libretto) de  Johann Christoph Pepusch. Por não ser músico John Gay pediu ao seu amigo, o compositor Johann Pepusch que selecionasse uma série de canções folclóricas inglesas, escocesas e irlandesas para que fossem intercaladas aos diálogos e também incluiu árias de Purcell e Haendel. Com objetivo de dar continuidade dramática aos diálogos, John Gay escreveu novos poemas para todas essas canções e evitou ao máximo as repetições, o que intensificou o ritmo da obra tornando-a ainda mais atraente. Essa obra foi chamada na época de ópera-balada, pois, formalmente, diferenciava-se muito da ópera convencional. A ideia de John Gay foi justamente criticar e satirizar a ópera, sobretudo por seus recitativos e árias “da capo” que, na opinião do dramaturgo, interrompiam a ação dramática.  A obra satiriza, ainda, os interesse das classe altas retratadas nas óperas italianas e, ao mesmo tempo, ataca o estadista whig, senhor Robert Walpole e seu regime corrupto, além de figuras criminosas como Jonathan Wild e Jack Sheppard.  A mordaz crítica social e política da obra motivou a famosa adaptação de Bertolt Brecht para a conhecida “Ópera dos Três Vinténs”. 
The Beggar’s Opera passou por revisões e novas versões foram realizadas em quase 300 anos de existência.  
Em dezembro de 2013 o Núcleo Universitário de Ópera (NUO) estreou a Ópera do Mendigo em São Paulo. Nessa montagem o NUO procurou ser fiel à versão original, abandonando os excessos românticos presentes nas adaptações realizadas no século XIX. Para isso o NUO resgatou as partituras das canções originais coletadas por Johann Pepuch e optou por uma encenação fortemente apoiada no trabalho do ator. 

## Personagens
| Mr. Peachum         |                    |
| Lockit              |                    |
| Macheath            |                    |
| Filch               |                    |
| Jemmy Twitcher      | Banda de Macheath  |
| Crook-Finger'd Jack | Banda de Macheath  |
| Wat Dreary          | Banda de Macheath  |
| Robin of Bagshot    | Banda de Macheath  |
| Nimming Ned         | Banda de Macheath  |
| Harry Padington     | Banda de Macheath  |
| Ben Budge           | Banda de Macheath  |
| Beggar              |                    |
| Player              |                    |
| Mrs. Peachum        |                    |
| Polly Peachum       |                    |
| Lucy Lockit         |                    |
| Diana Trapes        |                    |
| Mrs. Coaxer         | Mulheres da Cidade |
| Dolly Trull         | Mulheres da Cidade |
| Mrs. Vixen          | Mulheres da Cidade |
| Betty Doxy          | Mulheres da Cidade |
| Jenny Diver         | Mulheres da Cidade |
| Mrs. Slammekin      | Mulheres da Cidade |
| Sukey Tawdrey       | Mulheres da Cidade |
| Molly Brazen        | Mulheres da Cidade |